# Warrant
Warrant je finanční derivát. Jedná se o vysoce rizikový cenný papír. Anglické slovo „warrant“ znamená v překladu „právo“. Warrant je tedy cenný papír, který představuje právo koupit (call warrant) nebo právo prodat (put warrant) předem dohodnuté množství podkladového aktiva (akcie, měna, komodita) za předem stanovenou cenu v pevně stanoveném termínu. To znamená, že investor má právo, nikoliv povinnost koupit, nebo prodat podkladové aktivum. Warrant může vypsat pouze emitent. Emitenty warrantů jsou z 99 % banky. Investor může warranty tedy pouze nakupovat.

## Historie
Termínové obchody mezi sebou uzavírali již obchodníci v antických dobách. Většinou to byli obchodníci s textilem nebo kořením. Často se jednalo o zajišťovací obchody. Důkazy existence termínovaných obchodů jsou staré přes dva tisíce let, kdy se využívaly také ke spekulacím na výkyvy cen, většinou komodit.
Termínové obchody byly vždy navázány na obchodníky s komoditami, kteří si zajišťovali cenu proti propadům. Uzavíraly je například loďařské dopravní společnosti, které se chtěly zajistit proti ztrátě přepravovaného zboží. Příkladem může být Východoindická námořní společnost.
Po krachu americké burzy v roce 1929 zakázala německá vláda uzavírat termínové obchody. Teprve v roce 1967 přišla Deutsche Lufthansa s prvním vydaným warrantem. Rozvoj obchodů s warranty přišel v roce 1989. Největším impulsem pro rozvoj obchodů s warranty bylo založení obchodního segmentu EUWAX pro obchodování s deriváty v roce 1999. Dnes[kdy?] je na burze EUWAX ve Stuttgartu a na Boerse Frankfurt vydáno více než 24 000 warrantů.

## Typy warrantů

### Put warrant (prodejní warrant)
Put warrant je cenný papír, který dává svému majiteli právo prodat určité množství podkladového aktiva za předem stanovenou realizační cenu, tzv. strike price. Právo na prodej podkladového aktiva je časově omezené.

### Call warrant (kupní warrant)
Call warrant je cenný papír, který dává svému majiteli právo nakoupit určité množství podkladového aktiva za předem stanovenou realizační cenu, tzv. strike price. Právo na nákup podkladového aktiva je časově omezené.

### Evropský typ warrantu
Evropský typ warrantu dává svému majiteli právo na nákup nebo prodej určitého množství podkladového aktiva, a to pouze v den splatnosti warrantu. Tento typ warrantu může mít formu call nebo put.

### Americký typ warrantu
Americký typ warrantu dává svému majiteli právo na nákup nebo prodej určitého množství podkladového aktiva, kdykoliv do doby splatnosti warrantu. V den splatnosti warrantu toto právo zaniká. Americký typ warrantu může mít formu call nebo put.

## Cena warrantu
CENA WARRANTU = VNITŘNÍ HODNOTA + ČASOVÁ HODNOTA
Vnitřní hodnota je rozdíl mezi aktuálním kurzem podkladového aktiva a realizační cenou.
Časová hodnota je prémie, kterou investor zaplatí za očekávaný budoucí výnos. V době splatnosti warrantu se časová hodnota warrantu rovná nule.

## Proč nakupovat warranty?
Investoři investují do warrantů hlavně z těchto důvodů:
- zajištění - investor, který si koupí warrant, se zajišťuje pro koupi či prodej podkladového aktiva v budoucnu
- spekulace - investor kupuje warrant, aby jej později výhodně prodal a přitom realizoval zisk. Při tom využívá pákový efekt k realizaci nadproporcionálního zisku

### Výhody investic do warrantů
S warrantem může investor vydělávat na rostoucích i klesajících trzích. Může investovat do jakéhokoliv podkladového aktiva. Díky pákovému efektu může investor vydělávat (ale i ztrácet) rychleji než při přímé investici do podkladového aktiva i s malým kapitálem. Pákový efekt znamená, že na investici můžeme použít malý objem vlastního kapitálu, který doplníme ve větším měřítku cizím kapitálem. Tímto můžeme zvýšit náš zisk (případně i ztrátu).

### Rizika investic do warrantů
Při využití pákového efektu může investor mnoho vydělat, ale i mnoho prodělat. Časová hodnota warrantu se s ubíhající dobou splatnosti snižuje. Hodnota warrantu roste a klesá spolu s podkladovým aktivem.

## Obchodování warrantů
V současné době (2013) mohou investoři nakupovat warranty vydávané těmito emitenty:
- Citibank
- Goldman Sachs
- Deutsche Bank
- UBS Warburg
- Merrill Lynch
- Bankgesellschaft Berlin
- Dresdner Bank
- HSBC Trinkhaus & Brukhardt
- HypoVereinsbank
- Sal. Oppenheim
- WestLB
- Vontobel
- Raiffeisen Centro Bank
- Lang & Schwarz